# 중화인민공화국 정부
중화인민공화국 정부(중국어: 中华人民共和国政府)는 중국공산당의 배타적 정치지도하에 있는 중화인민공화국의 정부이다.

## 같이 보기
- 중화인민공화국의 정치